# Straight Out of Hell
Straight Out of Hell ist das 14. Studioalbum der deutschen Power-Metal-Band Helloween. Es erschien am 18. Januar 2013 bei Dragnet/Sony Music.

## Hintergrund
Das Album wurde von Charlie Bauerfeind produziert und im Mi Sueño Studio auf Teneriffa aufgenommen. Die Band wollte nach den zuvor düsterer ausgefallenen Platten wieder ein „positiveres“ Album aufnehmen. Michael Weikath sagte, das Album stelle eine konsequente Weiterentwicklung der vorhergehenden beiden Alben und insbesondere der Ausrichtung von 7 Sinners dar. Die Songs würden auch den „faulsten Hörer in den Hintern treten“ („kick even the laziest listener’s ass.“) Straight Out of Hell ist außerdem der erste Titelsong eines Helloween-Albums, der von Markus Grosskopf geschrieben wurde.

## Kritiken
Die Webseite Terrorverlag.de nannte das Album eine „gute Scheibe mit starken Momenten, mehr aber leider auch nicht.“ Es werde „gut gekeult und patent musiziert, aber man hat das von den Herren auch schon begeisternder und prägnanter gehört.“

## Titelliste
1. Nabataea – 7:03 (M: Deris, L: Deris)
2. World of War – 4:56 (M: Gerstner, L: Gerstner)
3. Live Now! – 3:10 (M: Deris, Gerstner, L: Deris)
4. Far From the Stars – 4:41 (M: Grosskopf, L: Grosskopf)
5. Burning Sun – 5:33 (M: Weikath, L: Weikath)
6. Waiting For the Thunder – 3:53 (M: Deris, L: Deris)
7. Hold Me in Your Arms – 5:10 (M: Gerstner, L: Gerstner)
8. Wanna Be God – 2:02 (M: Deris, L: Deris)
9. Straight Out of Hell – 4:33 (M: Grosskopf, L: Grosskopf)
10. Asshole – 4:09 (M: Gerstner, L: Gerstner)
11. Years – 4:22 (M: Weikath, L: Weikath)
12. Make Fire Catch The Fly – 4:22 (M: Deris, L: Deris)
13. Church Breaks Down – 6:06 (M: Gerstner, L: Gerstner)
14. Another Shot of Life (Bonustitel der Limited Edition) – 5:18 (M: Grosskopf, L: Grosskopf)
15. Burning Sun (Version mit Hammond-Orgel) (Bonustitel der Limited Edition) – 5:33

## Chartplatzierungen
Das Album erreichte Platz vier der deutschen Charts. Dies war die bis dahin höchste Chartplatzierung, auch höher als Keeper of the Seven Keys Part 2 (Platz fünf).
| ChartsChartplatzierungen       | Höchstplatzierung | Wochen |
| ------------------------------ | ----------------- | ------ |
| Deutschland (GfK)              | 4 (5 Wo.)         | 5      |
| Österreich (Ö3)                | 22 (2 Wo.)        | 2      |
| Schweiz (IFPI)                 | 12 (3 Wo.)        | 3      |
| Vereinigte Staaten (Billboard) | 97 (1 Wo.)        | 1      |